# H.M. Pulham, Esq.
H.M. Pulham, Esq. is een Amerikaanse film uit 1941 onder regie van King Vidor. De film is gebaseerd op het gelijknamige boek uit 1941 van John P. Marquand.

## Verhaal

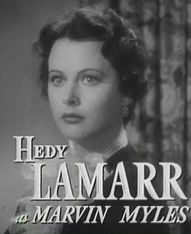
Hedy Lamarr als Marvin Myles

Harry Moulton Pulham is een doorsnee zakenman die een leven leidt naar zijn ouders wensen. Op een dag ontvangt hij een telefoontje van Rodney 'Bo-Jo' Brown, een oud-klasgenoot van de Harvard-universiteit die een reünie organiseert. Harry krijgt de taak het levensverhaal van alle klasgenoten te verzamelen. De volgende dag wordt hij opgebeld door Marvin Myles, een oud-collega waar hij heel lang op verliefd was. Marvin, die tegenwoordig door het leven gaat als mevrouw John Ransome, wil met hem afspreken. Als hij haar ziet en merkt dat ze nog even mooi als vroeger is, durft hij haar niet te benaderen. Hij realiseert zich dat hij nog gevoelens voor haar heeft en voelt zich daarom schuldig tegenover zijn vrouw Kay Motford Pulham, die hij ooit op de dansschool ontmoette.
Zijn ontmoeting met Marvin zet Harry aan het denken. Hij vraagt zich af of hij werkelijk gelukkig is en kijkt terug op zijn leven vanaf zijn studie: nadat hij is afgestudeerd gaat hij tijdens de Eerste Wereldoorlog het leger in. Daar wordt hij door de andere soldaten benoemd tot held. Na het einde van de oorlog gaat hij via zijn vriend Bill King de reclamewereld in New York in. Daar ontmoet hij Marvin, een ambitieuze vrouw die zich anders gedraagt dan de vrouwen uit Boston. Tijdens een ontmoeting in het weekend realiseren ze zich dat ze van elkaar houden. Hoewel zijn vader niet van haar onder de indruk is en zijn moeder aan een dodelijke ziekte lijdt, is hij vastberaden met haar te trouwen.
De twijfels ontstaan echter als hij merkt dat ze twee compleet verschillende achtergronden hebben. Hij wordt onderbroken door een telefoontje van zijn familie, van wie hij krijgt te horen dat zijn vader op sterven ligt. Hij pakt al zijn spullen en haast zich naar Boston, waar zijn vader hem smeekt niet terug te gaan naar New York. Na zijn vaders dood neemt hij daar de zaken over en is daarom genoodzaakt een punt te zetten achter zijn relatie met Marvin. Hij kan haar echter niet vergeten en nodigt haar op een dag samen met Bill uit. Marvin voelt zich echter niet thuis in Boston en kan niet wachten weg te gaan. Ondertussen flirt Bill met Kay, die al verloofd is met de aan Harvard afgestudeerde Joe Bingham.
Als Kay haar verloving plotseling met Joe verbreekt, raadt Harry Bill aan een poging bij haar te wagen. Hij doet hetzelfde met Marvin en biedt haar aan de volgende dag met elkaar te trouwen, om vervolgens samen te wonen in Boston. Marvin slaat dit aanbod af, omdat ze geen behoefte heeft aan een leven in die stad. Harry realiseert zich dat hij daar juist thuishoort en besluit het contact met Marvin te verbreken. Niet veel later wordt hij verliefd op Kay en trouwt met haar. De film gaat dan terug naar het heden. Marvin belt Harry op en tijdens een geheime afspraak zoenen ze elkaar. Hij keert vervolgens terug naar Kay en realiseert zich dat hij hoort bij zijn vrouw.

## Rolverdeling
| Acteur           | Personage                        |
| ---------------- | -------------------------------- |
| Hedy Lamarr      | Marvin Myles Ransome             |
| Robert Young     | Harry Moulton Pulham             |
| Ruth Hussey      | Cordelia 'Kay' Motford Pulham    |
| Charles Coburn   | John Pulham                      |
| Van Heflin       | Bill King                        |
| Fay Holden       | Mevrouw John Pulham              |
| Bonita Granville | Mary Pulham                      |
| Douglas Wood     | Meneer 'J.T.' Bullard            |
| Charles Halton   | Walter Kaufman                   |
| Leif Erickson    | Rodney 'Bo-Jo' Brown             |
| Phil Brown       | Joe Bingham                      |
| David Clyde      | Hugh, de butler                  |
| Sara Haden       | Miss Rollo, Harry's secretaresse |

## Achtergrond
Het boek waar de film op is gebaseerd was destijds zeer succesvol. Regisseur King Vidor verwachtte dan ook dat het niet moeilijk zou zijn de rollen te verdelen. Het tegendeel bleek het geval. Gary Cooper en James Stewart hadden de rol al afgeslagen voordat Robert Young deze kreeg. Hoewel Vidor een Amerikaanse wilde voor de vrouwelijke hoofdrol, stonden de andere filmmakers erop dat de Oostenrijkse Hedy Lamarr deze kreeg. Toen de regisseur later werd gevraagd wie meer geschikt zou zijn, noemde hij Shirley MacLaine. MacLaine was tijdens de opnames echter pas zeven jaar oud en maakte pas in 1955 haar filmdebuut.
De film werd na uitbrengst zeer positief ontvangen. Voornamelijk Lamarr kreeg lof voor haar vertolking. Menig critici noemde het haar beste acteerprestatie tot dan toe. De Variety prees haar verschijnen, maar schreef dat haar accent storend was. Ondanks al het lof van de pers, werd het nauwelijks bezocht door het publiek. Ava Gardner heeft een figurantenrol in de film.